# Hi-fi
 "High fidelity" omdirigeres hertil. For andre betydninger af High fidelity, se High fidelity (flertydig).
Hi-fi står for high fidelity, der bruges som en beskrivelse for en god evne til at gengive lyd eller billeder, der er er meget tæt på den originale optagelse. "High" betyder på dansk høj og "fidelity" betyder på dansk troskab, nøjagtighed eller troværdighed. 
Der har været flere forsøg på at definere, hvad hi-fi er, men det mest accepterede forslag er DIN-standarden DIN 45500 som retningslinje for, hvad man kan betegne som hi-fi. Denne specificerer eksempelvis, at en elektronisk lydgengiver (forstærker, radio, Cd-afspiller, MP3-afspiller, pladespiller osv.) der betegnes med kategorien hi-fi skal have mindre end én procents forvrængning, dække frekvensspektret 100-15000 Hz med en afvigelse på højst 8 dB, samt diverse andre systemspecifikke krav.
Hi-Fi begyndte at opstå som et marketingsbegreb i 1950'erne, før stereo for alvor var slået igennem. I dag bruges ordet "Hi-Fi" for det meste om stereosystemer. Der er dog en lille uenighed om hvorvidt surround sound systemer med 5, 7 eller flere kanaler (højttalere) tæller med som værende Hi-Fi. Nogle mener ikke, at man kan kalde surround sound for værende en troværdig lyd og derved Hi-Fi, da lyden i mange tilfælde bliver bearbejdet/mixet ud fra de originale optagelser. Andre vil dog mene at argumentet ikke holder helt, da lyden i langt de fleste tilfælde bliver mixet i surround sound for at simulere en virkelighed og for at skabe et lydbillede som har en større troværdighed i forbindelse med film og i nogle tilfælde musik. Det skal dog siges, at surround sound er mest udbredt i filmens verden, samtidig med at det meste musik kun produceres som et stereo-lydspor.